# 3689 Yeates
A 3689 Yeates (ideiglenes jelöléssel 1981 JJ2) a Naprendszer kisbolygóövében található aszteroida. Carolyn Shoemaker fedezte fel 1981. május 5-én.